# Stéphane Mbia
Stéphane Mbia Etoundi, född 20 maj 1986 i Yaoundé, Kamerun, är en kamerunsk fotbollsspelare som spelar för kinesiska Wuhan Zall. Mbia representerar även Kameruns fotbollslandslag.